# 조선민주주의인민공화국 금속공업성
금속공업성(金屬工業省)은 조선민주주의인민공화국의 중앙 행정기관의 하나이다. 쇠, 구리, 철, 중석, 텅스텐, 마그네슘 등의 광물자원 중 금속 분야와 금속 가공 분야에 대한 사무를 관장한다. 1955년 6월 25일 발족되었다.

## 연혁
- 1948년 9월 2일 금속공업성 출범
- 기계공업성과 통합, 금속기계공업성으로 개편
- 1977년 12월 15일 금속공업부로 독립
- 1986년 12월 29일 기계공업부와 통합, 금속기계공업위원회로 개편
- 1990년 5월 24일 금속공업부로 독립
- 2000년 9월 5일 기계공업부와 통합, 금속기계공업위원회로 개편
- 2003년 9월 3일 금속기계공업성이 됨
- 2005년 5월 30일 금속기계공업성을 금속공업성과 기계공업성으로 분리

## 역대 금속공업상
- 정일룡 : 1955년 6월 25일 ~ 1955년 10월
- 강영창(姜永昌) :  1955년 10월 ~ 1955년 11월 28일
- 강영창 : 1955년 11월 29일 ~
- 강상두 : 1958년 9월 11일 ~
- 강영창 : ? ~ 1961년 3월
- 정일룡 : 1966년 3월 ~
- 최영림 : 1992년 12월 ~ 1997년
- 김승현 : ~ 2008년 12월
- 김태봉 : 2008년 12월 ~
- 한효연 : 2012년 12월 3일 ~ 2014년 1월
- 김용광 : 2014년 1월 ~ 2017년
- 김충걸 : 2017년 ~ 2023년 3월
- 안금철 : 2023년 3월 ~ 현재

## 산하기관
- 지역 제철소
- 남포제철소
- 김책제철련합기업소
- 황북 송림황해제철련합기업소
- 성진제강련합기업소
- 평양 중앙열강사업소
- 천리마제강련기소
- 성진제강소
- 부령합금철공장